# Issancourt-et-Rumel

Issancourt-et-Rumel este o comună în departamentul Ardennes din nordul Franței. În 1 ianuarie 2022 avea o populație de 399 de locuitori.